# Leo Meurin
Pour les articles homonymes, voir Meurin.
Johann Gabriel Leo Meurin, né le 23 janvier 1825 à Berlin (royaume de Prusse) et décédé le 1er juin 1895 à Port Louis (Maurice), était un prêtre jésuite prussien, missionnaire en Inde, éducateur, vicaire apostolique puis archevêque de Bombay (1868-1886), archevêque de Port Louis (Maurice) de 1887 à sa mort en 1893.

## Biographie

### Formation
Peu après son ordination sacerdotale en 1848 Leo Meurin est choisi par l’archevêque de Cologne, le cardinal Johannes von Geissel, comme secrétaire particulier. Le 8 avril 1853 il entre au noviciat de la Compagnie de Jésus. Ses études le mènent à Bonn, Rome et Tübingen.

### Missionnaire en Inde
Envoyé avec un groupe de jésuites prussiens en Inde, il débarque à Bombay le 27 octobre 1858. Il est successivement aumônier militaire à Pune, curé à Candolim (Goa), et participe à la fondation du nouveau collège jésuite Saint-François Xavier à Cavel (qui déménagera à Dhobitalao pour devenir, en deux unités séparées, les collège secondaire et facultés universitaires Saint-Xavier de Bombay).
Une attaque de choléra lui donne un long congé dans les montagnes de Khandala entre Bombay et Pune. Rétabli, il est nommé pro-vicaire du diocèse de Bombay lorsque Walter Steins est envoyé au Vicariat apostolique du Bengale (31 mars 1867).

### Vicaire apostolique (évêque) de Bombay
Meurin est consacré évêque le 2 février 1868, à Bombay (Évêque titulaire d’Ascalon (de)) et visite Goa (1869) avant de lever l’ancre pour l’Europe ou il est appelé à participer au concile Vatican I. Il y joue un rôle non négligeable au sein la minorité opposée à une définition dogmatique de l’infaillibilité pontificale. Il vote contre le décret Pastor æternus.
Le concile étant suspendu le 20 octobre 1870 Meurin, rentre à Bombay où il arrive avant la fin de l’année. Il y est très actif, lançant en 1872 deux revues pour les catholiques, la Pastoral gazette en anglais et la India Católica en portugais. En 1876 il est visiteur apostolique des Églises orientales catholiques du Kerala. Entre 1881 et 1885 il fonde la paroisse de Sainte-Anne, une nouvelle mission à Kendal, un institut pour sourds-muets et la léproserie de Trombay (en) (à Bombay). Une nouvelle revue voit également le jour : le Messenger of the Sacred Heart.
Encourageant les nouveaux instituts d’éducation, pour jeunes gens (Collège universitaire Saint-Francois-Xavier) comme pour jeunes filles (Saint-Mary’s College), et insistant pour qu'une bonne formation soit donnée aux catholiques, Meurin donne une nouvelle visibilité au catholicisme à Bombay. Il est également conférencier érudit, musicien accompli et bon prédicateur même en langue marathie. Pastoralement proche et fort aimé des fidèles catholiques, il a également d’excellents rapports avec les protestants.
Il est très actif dans la campagne visant à supprimer le pouvoir du Padroado hors des territoires portugais en Inde, estimant que cette institution est archaïque, et un obstacle à l’évangélisation moderne. Cela aboutit à la signature, d’un nouveau concordat entre le Saint-Siège et le Portugal (23 juin 1886).

### Archevêque de Port-Louis
Forte personnalité, et bien que jésuite lui-même, il est fréquemment en conflit avec le supérieur religieux jésuite de la région, souvent pour des questions de juridiction personnelle sur les missionnaires. Le 27 septembre 1887 il est nommé archevêque (à titre personnel) du diocèse de Port-Louis dans l'île Maurice. Il y travaille avec le même zèle jusqu'à son décès le 1er juin 1895. L’archevêque Leo Meurin est enterré dans la cathédrale de Port Louis. Il est connu pour sa publication antimaçonnique et antisémite La Franc-Maçonnerie, Synagogue de Satan.

## Œuvres
- God and Brahma, Bombay, 1865.
- The Padroado Question and The Concordat Question, Bombay, 1885.
- Zoroastre and Christ, Bombay, 1882.
- Mémorial to the R.H. the Secretary of State for India in Council, Bombay, 1883.
- Ethics, Port-Louis, 1891.
- Select Writings... with a biographical sketch, Bombay, 1891.
- La franc-maçonnerie, synagogue de Satan, Paris, 1893 [lire en ligne]

### En espagnol
- Filosofía de la masonería, Texte en ligne
- Simbolismo de la masoneria, Texte en ligne